# C--
C-- (izgovorjava [cé mínus mínus]) je računalniški programski jezik, podoben C. Njegova tvorca, raziskovalca funkcionalnega programiranja Simon Peyton Jones in Norman Ramsey, sta ga leta 1997 razvila, da bi ga večinoma tvorili prevajalniki za visokonivojske jezike in ne lastnoročno programerji. Z razliko od drugih vmesnih jezikov je predstavljen v navadnem besedilu z naborom znakov ASCII, in ne kot zlogovna koda (bytecode) ali v kakšnem drugem dvojiškem formatu.